# Testamentaría de Fernando VII
Bajo el nombre de testamentaría de Fernando VII se conoce al proceso por el que se llevaron a cabo las últimas voluntades de Fernando VII de España.

## Historia

### Antecedentes
Fernando VII otorgó su último testamento en junio de 1830. En el momento de otorgar testamento, hacía siete meses que contraído su cuarto matrimonio en diciembre de 1829. Su esposa, María Cristina de Borbón-Dos Sicilias, se encontraba embarazada del primer hijo del matrimonio. Este primer vástago sería después, Isabel II de España.
Fernando VII moriría el 29 de septiembre de 1833. En el momento de abrirse el testamento, este instituía como herederas universales a sus hijos (Isabel II y Luisa Fernanda) y reservaba un quinto de sus bienes a su viuda. Fernando VII reputó que los bienes libres no vinculados a la Corona eran la totalidad de bienes muebles comprendidos dentro del Real Patrimonio.

### Desarrollo
El proceso de la testamentaría se extendió durante 25 años, hasta 1858. Existieron varias razones para esa larga duración, de las que destacan las siguientes:
- las dificultades en la valoración de los bienes objeto de la herencia,
- la menor edad de Isabel II y Luisa Fernanda,

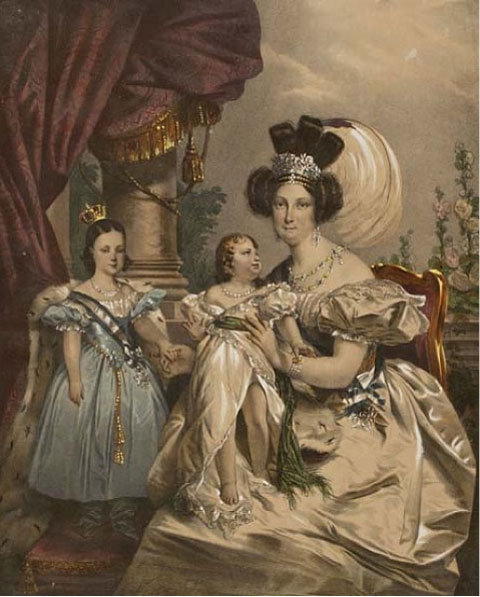
María Cristina de Borbón-Dos Sicilias, reina gobernadora, con su hijas: Luisa Fernanda en su regazo e Isabel II, niña, a su izquierda. (Litografía coloreada, circa 1834)

- María Cristina de Borbón-Dos Sicilias, reina gobernadora, con su hijas: Luisa Fernanda en su regazo e Isabel II, niña, a su izquierda. (Litografía coloreada, circa 1834)la controversia sobre si los bienes testamentarios se encontraban vinculados a la Corona, o si, por el contrario, eran libres y por tanto el monarca difunto no debía haber dispuesto de ellos.

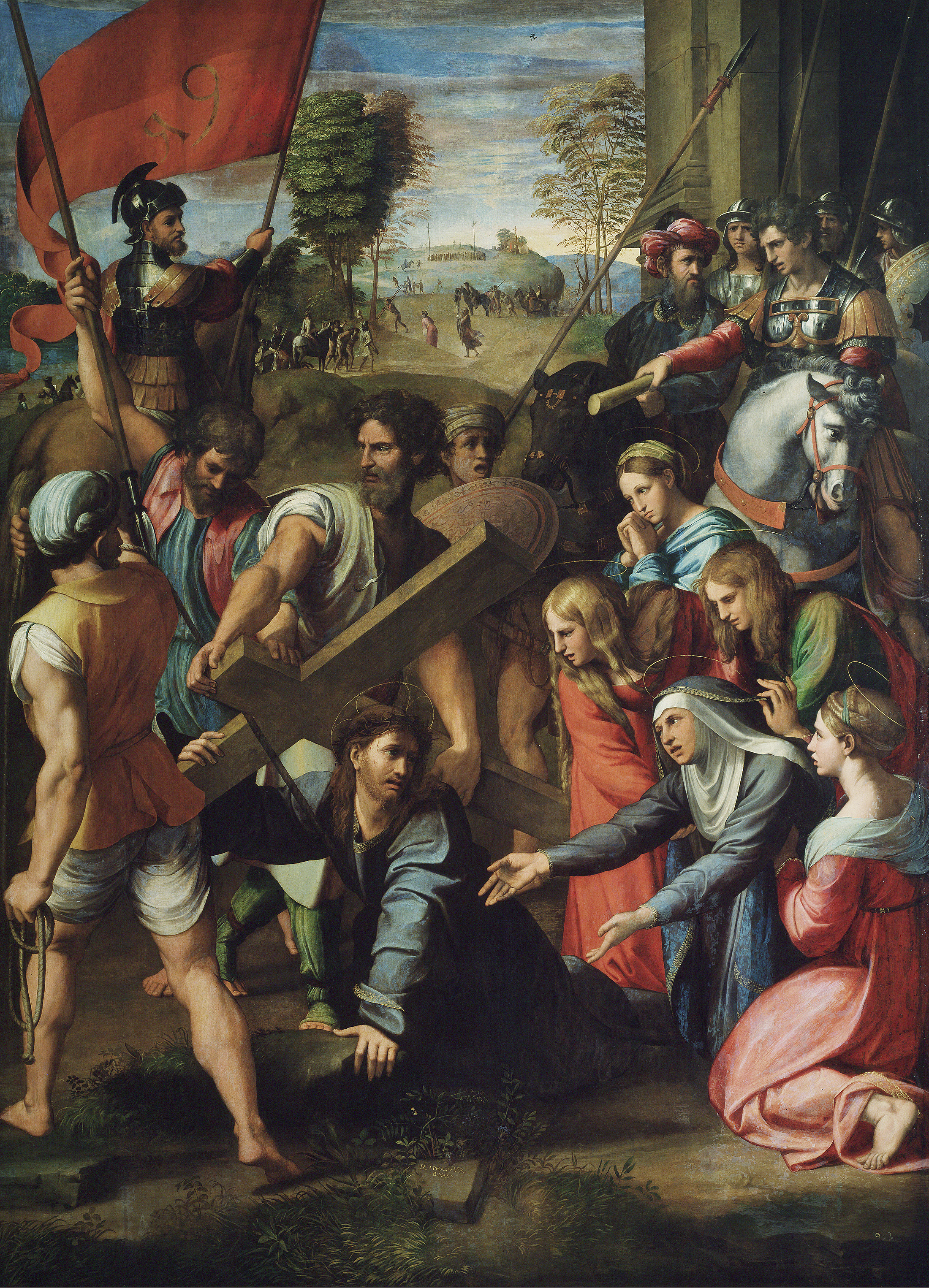
El Pasmo de Sicilia fue el cuadro con mayor valor (4.000.000 de reales) del inventario de pinturas del Real Museo. Este inventario y tasación fue elaborado, entre otros, por grandes pintores de la época como Vicente López, José de Madrazo o Juan Gálvez

Fernando VII había nombrado como albaceas testamentarios a dos nobles muy cercanos a su persona, Jose Gabriel de Silva, marqués de Santa Cruz y a José Rafael de Silva, duque de Híjar. Ambos ostentaban altos cargos palatinos, siendo el primero su mayordomo mayor y el segundo su sumiller de corps. Como primera medida se procedió al inventario y tasación de los bienes, siendo comisionado a tal efecto como contador partidor, Salvador Enrique Calvet. Se inventariaron y tasados todos los bienes muebles del Real Patrimonio, desde los cuadros y pinturas desde los existentes en los palacios y en el Real Museo de Pinturas hasta los carruajes y caballos, pasando por los muebles, vajillas, relojes, ropa de mesa y cama o utensilios de cocina. 
Los bienes fueron tasados en 152.838.930 reales (rs). Descontadas las deudas quedó un caudal líquido de 140.706.151,8 rs. De este líquido se dedujo lo relativo a funerales, mandas y legados (1.145.081,26 rs) y el quinto reservado a su viuda, María Cristina de Borbón-Dos Sicilias, (26.996.148,16 rs). Para las regias hermanas quedaron a repartir 112.564.921 rs.
Este reparto fue aprobado por una Junta Suprema Patrimonial el 21 de noviembre de 1834. Sin embargo, el reparto fue suspendido en espera de la mayoría de edad de las hermanas.
En 1844, mediante real decreto de Isabel II, de fecha 25 de abril se formó una comisión, a instancias de los ruegos de su madre, María Cristina. Se componía de las siguientes personas:
- José Rafel de Silva, duque de Híjar, único albacea superviviente;
- Juan Bravo Murillo y Manuel García Gallardo, como representantes de Isabel II;
- José María Huet y Manuel Pérez Seoane, por cuenta de María Cristina de Borbón-Dos Sicilias,
- Pedro José Pidal y Alejandro Mon, representando a Luisa Fernanda, aún menor de edad.

Fue secretario de la comisión, Antonio María Rubio. El objetivo de este órgano colegiado era obtener un arreglo amistoso en la partición testamentaria. El principal problema de la partición estribaba en el inventario y tasación de los efectos muebles. La dificultad principal consistía en que si se producía el reparto, gran parte de los bienes de los reales palacios y parte de los cuadros del Real Museo de Pinturas (actual Museo del Prado), pasarían a manos particulares. Ante los futuros matrimonios de las hermanas, las operaciones de partición quedaron de nuevo en suspenso.
El proceso terminaría mediante escritura otorgada el 29 de enero de 1858, en que se determinaba que Isabel II indemnizaría a su hermana, salvando de esta forma la integridad del patrimonio real.

### Consecuencias
La consecuencia inmediata de la testamentaría fue la Ley de Patrimonio de la Corona, publicada en 1865. Esta norma establecía los bienes que se encontraban vinculados a la Corona, señalando además que los bienes muebles que contenían, serían parte del patrimonio vinculado a la Corona. Por medio de esta vinculación, se definía el patrimonio privado del monarca, constituido por aquellos no comprendidos en el Patrimonio de la Corona y adquiridos por medio del caudal privado del monarca.